# レジェンド (マジック:ザ・ギャザリング)
レジェンド(Legends)は、1994年6月に発売されたトレーディングカードゲームマジック:ザ・ギャザリングの3番目の拡張カードセットである。
このセットは、拡張セットとしては初めて15枚入りのパックで販売された（前2つは8枚入りで販売された）。
1995年に、イタリア語版が発売されている。これは、初の英語以外で発売された拡張セットである。

## 新しいルール
レジェンドでは、従来のルールに新しいルールが付加された。拡張セットの各パックには、新しいルールの解説が書かれたカードが1枚入っていた。
伝説の～
「レジェンドの召喚」「伝説の土地」など「伝説の」カードは、同じ名前の物が同時に2枚場に存在することができない。2枚目が場に出たときには、即時に墓地に送られる。
このセットではクリーチャーと土地しか存在していないが、ストロングホールドで「伝説のアーティファクト」、神河物語で「伝説のエンチャント」が登場している。
2004年の神河物語発売時に「レジェンドの召喚」は「伝説のクリーチャー」に変更されている。また、2枚目の同名のカードが出たときには、2枚とも墓地に送られるようにルールが変更されている。2014年のルール変更で、「1人のプレイヤーが同じ名前の伝説のカードを複数枚同時に場に残すことはできない」ように変更された。
エンチャント（ワールド）
場に1枚しか存在できないカード。「伝説の～」とは違い、別名であっても同時に存在することはできない。また2枚目が出された場合、既にあったものが墓地に送られる。ウェザーライト以降のセットには収録されていない。
多色
唱えるのに複数の色のマナが必要な呪文。カードの周りは金色で塗られている。
ランページ
複数のクリーチャーにブロックされるとクリーチャーが強化される能力。
毒カウンター
ライフ残量に関係なく毒カウンターが一定数蓄積すると敗北となる。基本的にクリーチャーがプレイヤーに戦闘ダメージを与えることでカウンターが蓄積していく。

## 販売時の不具合
レジェンドの発売開始時のパックには、致命的な問題が存在していた。アンコモンのカードは2つのグループに分けられていたが、1つの箱（メーカーから小売店に送られるもの）には片方のグループのカードしか入っていなかった（つまり、箱買いしても最大で半分しか揃わない）。この苦情を受けウィザーズ・オブ・ザ・コーストは、100枚以内の同一グループのカードをもう一方のグループのカードに交換する「レジェンド交換運動」を行った。

## 有名なカード

### 強力なカード
Mirror Universe
対戦相手とライフを交換するカード。発売当時のルールでは、「自分のライフを0にした後交換して相手のライフを0にする」という行為ができた（第6版発表時のルール変更で不可能になった）。発売2ヵ月後の1994年8月には公式戦での使用が制限された（1999年に解除）。
Mana Drain
相手の呪文を打消した上、その呪文に使用されたコストと同量のマナを得ることができる呪文。2004年よりレガシーで使用が禁止されている。
Moat
攻撃の大半を抑制するカード。当時の「非クリーチャー化」を招いた原因の1つとされている。これも公式戦で使用が制限されていたことがある。

### 弱いカード
レジェンドには強力なカードが多かったが、非常に弱いカードも少なくなかった。2004年に発表された"18,000 Words: The 100 Worst Magic Cards of All Time"では、このセットのカードが10枚以上含まれている。
Wood Elemental
ランキング11位（クリーチャー1位）。場に出たときの生贄の量で大きさが決まるが、そのコストが高すぎてコストパフォーマンスが悪い。
Cathedral of Serra 他
ランキング2位（土地1位）。一部のクリーチャーに追加能力を持たせる土地だが、その能力自体が弱い。また、他の多くの土地と違い、これら単独では何もすることができない。
North Star
ランキング6位（アーティファクト1位）。呪文の色をなくす効果がある。色がなくなるだけでコスト総量は変わらず、効果を得るためのコストも大きい。
Great Wall
ランキング31位（エンチャント9位）。「平地渡り」と呼ばれる能力を無効化する効果があるが、この能力を持っているカードがほとんどない（発売時点で1枚のみ）。同種のカードが他に4枚（いずれも「○渡り」という能力を無効化する）あるが、これらは Great Wall に比べて対象となるカードが多い。31位という順位は5枚全体の評価である。
2022年に上記記事の著者による新たなランキングが発表されたが、前のランキングに登場したカードのほとんどが再度ランキングに入っている。
Wood Elemental
ランキング11位→7位（クリーチャー2位）。全体順位は上がったが、後発の「西風のスピリット（コストが高く、頻繁に手札に戻る）」に抜かれてクリーチャーとしては2番手となった。
Cathedral of Serra 他
ランキング2位→57位（土地5位）。前回のランキング後に創設された「統率者戦」というフォーマットでは伝説のクリーチャーが複数場に並ぶので多少意味があると判断され順位を下げた。
North Star
ランキング6位→32位（アーティファクト5位）。
Great Wall
ランキング31位→18位（エンチャント4位）。「渡り」能力を持つ新規カードがほとんどないため、相対的に評価が下がった。
Kasimir the Lone Wolf
ランキング88位（伝説のクリーチャー1位）。伝説であること以外の弱点はもっていないが、コスト相応の力はもっていないと判断された。前回のランキングでも候補には上がっていた。

### 禁止カード
多くの禁止カードは強力で環境の固定化を招くために制定されるが、それ以外の理由で禁止されたカードがある。
嵐のイフリート・再誕
これらは第4版にも再録されていた。カードを賭ける「アンティ」に関係することから禁止された。
Falling Star
公式戦で使用可能なカードセットの中で2種類しか存在しない「カードを物理的に操作する」カード。
Cleanse・Imprison・Invoke Prejudice・プラデッシュの漂泊民
2020年に「人種差別を想起させるカードを排除」という方針がとられたために禁止となった。
例えば「Invoke Prejudice」というカードは「イラストがクー・クラックス・クランを想起させる」「違う色のクリーチャーを拒否する」「（偶然だが）カードに割り当てられたIDが1488だった」といった問題がある。

## その他
2022年に発売された団結のドミナリアにおいて、デッドストックとして存在したレジェンドのカードがランダムに封入されることになった。上記の人種差別を助長すると考えられるカードと一部のカードは除外されている。また、約半数のアンコモンのカードは製造上の問題で入っていない。